# Christoph Chorherr
Christoph Chorherr (Viena, 9 de diciembre de 1960) es un político austríaco. De 1991 a 1996 fue concejal de los Verdes en Viena. Desde marzo de 1996 hasta diciembre de 1997, fue Bundessprecher de Los Verdes – Die Grüne Alternative y de 1997 a 2004 Klubobmann de Wiener Grünen.

## Biografía
Christoph Chorherr estudió Economía en la Universidad de Viena, especializándose en economía ambiental. Desde 1987 es profesor de Economía de esa Universidad. Es fundador y presidente de la asociación „S²arch - Social Sustainable Architecture“, que lleva a cabo proyectos de desarrollo en Sudáfrica. En 2000 Chorherr participó en la Fundación privada Walz de Viena, que ha sido reconocida desde 2002 como schule Öffentlichkeitsrecht, es decir, escuela de derecho público. En 2008 fundó el Ithuba Skills College, una escuela en una localidad al sureste de Johannesburgo, en Sudáfrica.
Su padre es el veterano redactor jefe del periódico austríaco Die Presse, Thomas Chorherr.

## Trayectoria
Desde 1997, Chorherr es concejal municipal y diputado provincial en Viena. Desde las elecciones federales de 2001, en las que los Socialistas obtuvieron mayoría absoluta, Chorherr negoció un buen número de acuerdos, entre los que se encuentran una planta de energía de biomasa y los asentamientos de la Passivhaussiedlungen.
En las elecciones municipales de Viena del otoño de 2005, Chorherr alcanzó el mayor número de votos, en especial, gracias a debates de proximidad y a la popularidad de sus Weblogs.
Christoph Chorherr es Milizleutnant de la Bundesheeres.

## Publicaciones
- Verändert! Über die Lust, Welt zu gestalten. Kremayr & Scheriau, Viena, 2011. ISBN 978-3-218-00824-2